# Voisins-le-Bretonneux
Voisins-le-Bretonneux ist eine französische Gemeinde mit 10.740 Einwohnern (Stand 1. Januar 2022) im Département Yvelines in der Region Île-de-France. Sie gehört zum Arrondissement Rambouillet und zum Kanton Maurepas.

## Geographie
Die Gemeinde liegt etwa 24 Kilometer südwestlich von Paris und 10 Kilometer südwestlich von Versailles.
Die Nachbargemeinden von Voisins-le-Bretonneux sind Montigny-le-Bretonneux im Norden und Nordwesten, Guyancourt im Nordosten und Osten sowie Magny-les-Hameaux im Südosten und Süden.

## Verkehr
Voisins-le-Bretonneux ist an keines der Nahverkehrssysteme im Pariser Umland angeschlossen, weder an die Métro, noch an den Réseau Express Régional (RER), noch an das Netz der Vorstadtzüge. Die Bürger der Stadt sprechen in einem Sprachspiel deshalb angesichts der fehlenden „Desserte ferroviaire“ (Eisenbahnverbindung) auch von einem „désert ferroviaire“ (Eisenbahnwüste). Die nächstgelegene Bahnstation ist Saint-Quentin-en-Yvelines in der Nachbargemeinde Montagny-le-Bretonneux, gut 3 Kilometer von der Ortsmitte von Voisins-le-Bretonneux entfernt.

## Sehenswürdigkeiten

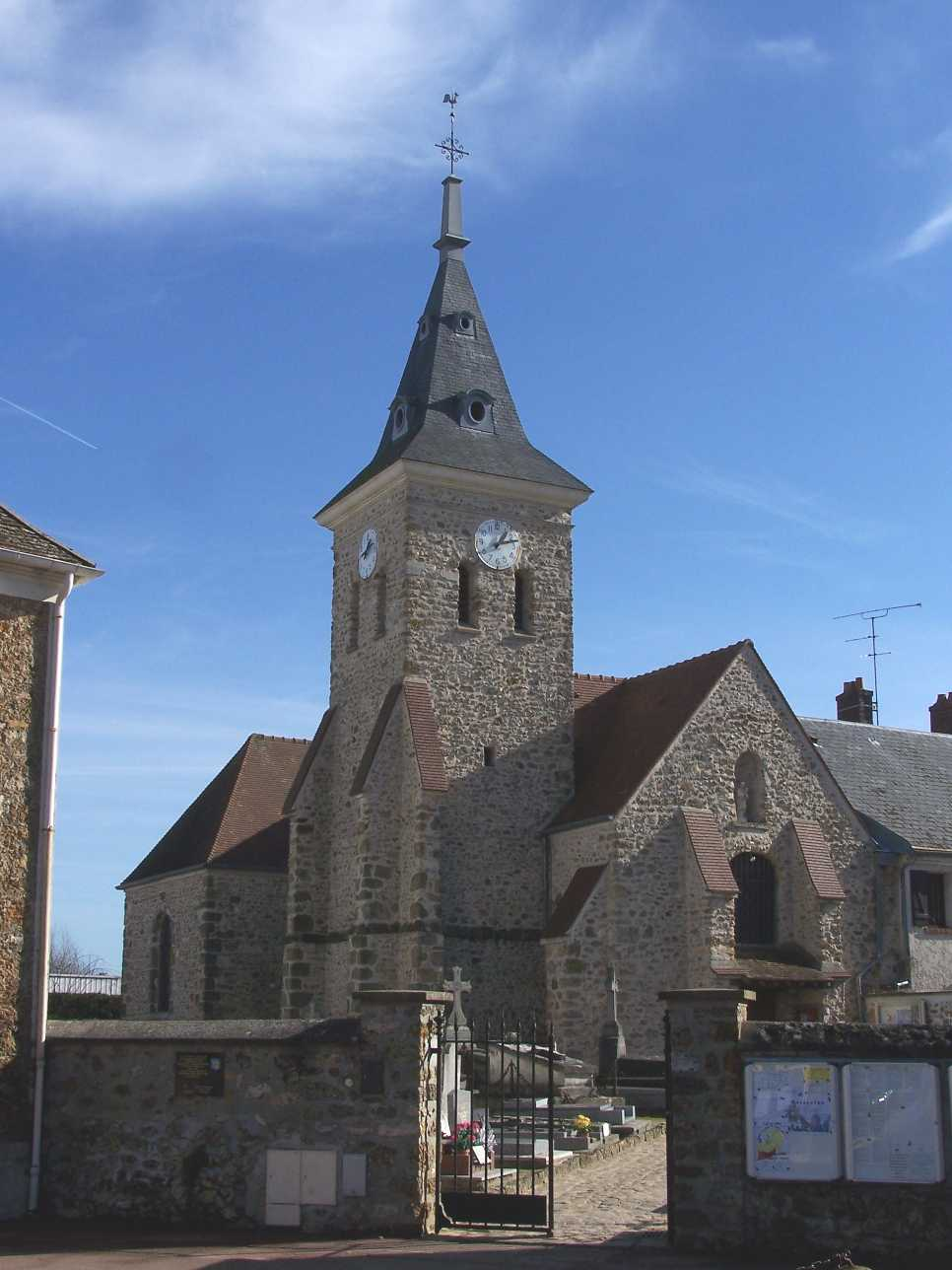
Kirche Notre-Dame-de-la-Nativité

- Kirche Notre-Dame-de-la-Nativité aus dem 16. Jahrhundert
- Schloss aus dem 17. Jahrhundert
- Kirche Saint-Joseph-le-Bienveillant (St. Josef, der wohlwollende, ein ungewöhnliches Patrozinium), 2024 fertiggestellt[1]

## Gemeindepartnerschaften
- Schenefeld, Schleswig-Holstein, Hamburg
- Łuków, Woiwodschaft Lublin, Polen
- Irvine, Ayrshire, Schottland, Vereinigtes Königreich